# Baye (Marne)
Pour les articles homonymes, voir Baye.
Baye est une commune française, située dans le département de la Marne en région Grand Est.

## Géographie

### Localisation
Baye se trouve au sud-ouest du département de la Marne, en région Grand Est. La commune appartient à la région agricole de la Brie champenoise.
La commune de Baye s'étend sur une superficie de 1 798 hectares. Sur son territoire, l'altitude varie de 141 à 232 mètres. L'altitude maximale est atteinte à l'est de la commune, au-dessus du bois d'Andecy. Le sud et l'ouest de la commune sont davantage boisés que sa moitié nord.
Par la route, Baye se situe à 49 km de Châlons-en-Champagne, préfecture, à 28 km d'Épernay, sous-préfecture, et à 32 km de Dormans, bureau centralisateur du canton de Dormans-Paysages de Champagne dont dépend Baye depuis 2015. La commune fait en outre partie du bassin de vie d'Épernay.
Baye est limitrophe de 6 communes :
| Fromentières     | Champaubert |             |
| Bannay           | Baye        | Congy       |
| Talus-Saint-Prix |             | Villevenard |

### Hydrographie

#### Réseau hydrographique
La commune est dans la région hydrographique « la Seine de sa source au confluent de l'Oise (exclu) » au sein du bassin Seine-Normandie. Elle est drainée par le cours d'eau 01 de Mourlin, le cours d'eau 01 du Champ Franc, le cours d'eau 01 du Mont-au-Serin, le ru de Bannay et le ru de Maurupt,.

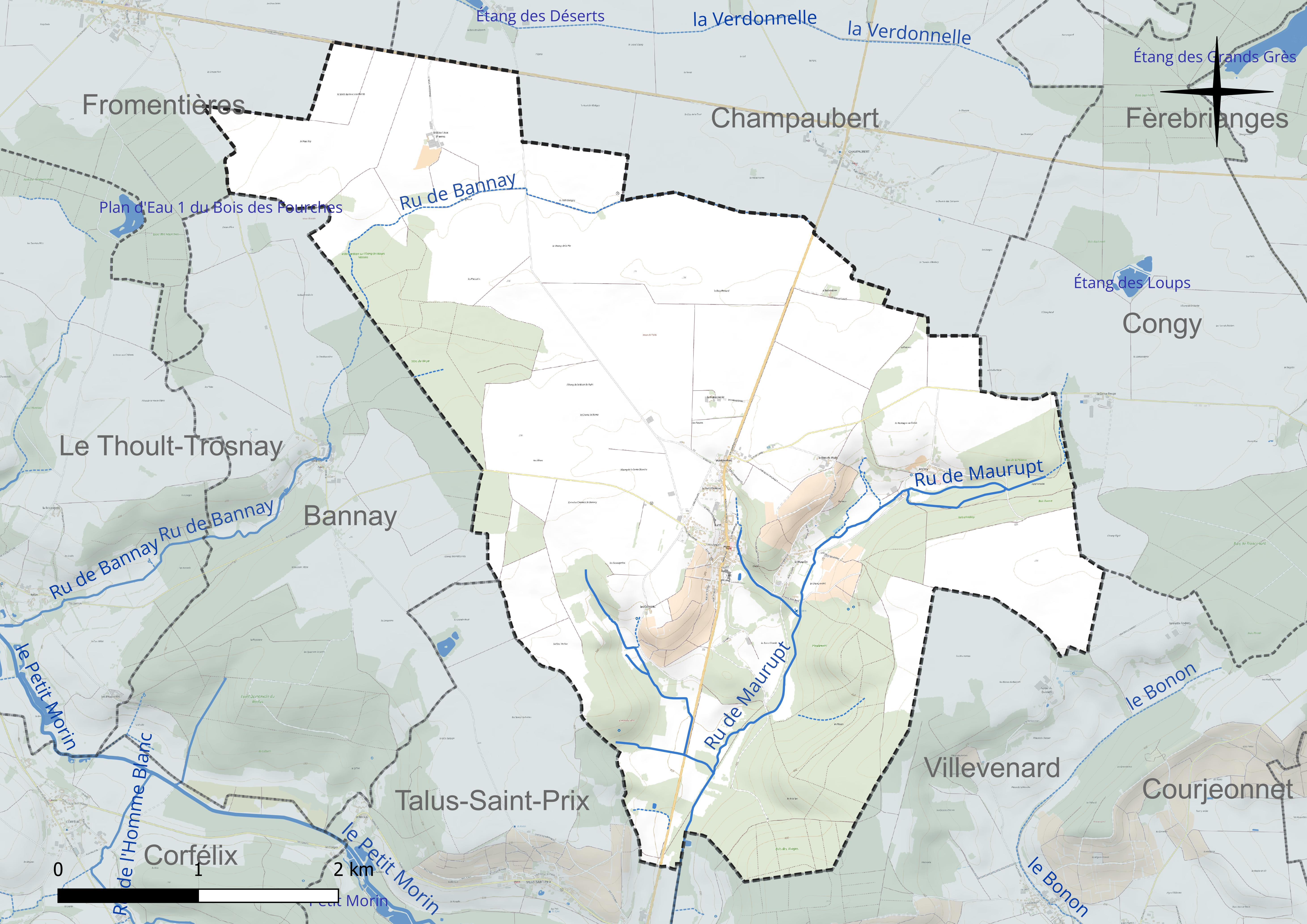
Réseau hydrographique de Baye.

#### Gestion et qualité des eaux
Le territoire communal est couvert par le schéma d'aménagement et de gestion des eaux (SAGE) « Petit et Grand Morin ». Ce document de planification concerne le territoire des bassins versants du Petit Morin (630 km2) et du Grand Morin (1 185 km2) et se répartit sur trois départements (la Marne, l'Aisne et la Seine-et-Marne). Il a été approuvé le 21 octobre 2016. La structure porteuse de l'élaboration et de la mise en œuvre est le Syndicat mixte d'aménagement et de gestion des eaux (SMAGE) - EPAGE. 
La qualité des cours d’eau peut être consultée sur un site dédié géré par les agences de l’eau et l’Agence française pour la biodiversité. 

### Climat
Pour des articles plus généraux, voir Climat du Grand Est et Climat de la Marne.
En 2010, le climat de la commune est de type climat océanique dégradé des plaines du Centre et du Nord, selon une étude du Centre national de la recherche scientifique s'appuyant sur une série de données couvrant la période 1971-2000. En 2020, Météo-France publie une typologie des climats de la France métropolitaine dans laquelle la commune est exposée à un climat océanique altéré et est dans la région climatique  Nord-est du bassin Parisien, caractérisée par un ensoleillement médiocre, une pluviométrie moyenne régulièrement répartie au cours de l’année et un hiver froid (3 °C). 
Pour la période 1971-2000, la température annuelle moyenne est de 10,4 °C, avec une amplitude thermique annuelle de 15,6 °C. Le cumul annuel moyen de précipitations est de 802 mm, avec 12,6 jours de précipitations en janvier et 8,3 jours en juillet. Pour la période 1991-2020, la température moyenne annuelle observée sur la station météorologique de Météo-France la plus proche, « Esternay-Man », sur la commune d'Esternay à 20 km à vol d'oiseau, est de 10,9 °C et le cumul annuel moyen de précipitations est de 780,5 mm. 
La température maximale relevée sur cette station est de 42,5 °C, atteinte le 25 juillet 2019 ; la température minimale est de −25 °C, atteinte le 14 février 1956,,. 
Les paramètres climatiques de la commune ont été estimés pour le milieu du siècle (2041-2070) selon différents scénarios d'émission de gaz à effet de serre à partir des nouvelles projections climatiques de référence DRIAS-2020. Ils sont consultables sur un site dédié publié par Météo-France en novembre 2022.

### Milieux naturels et biodiversité
L'Inventaire national du patrimoine naturel (INPN) recense 456 espèces sur le territoire de la commune, dont 78 espèces protégées et 35 espèces menacées.
Baye ne compte aucune zone naturelle d'intérêt écologique, faunistique et floristique (ZNIEFF) ou autre espace naturel protégé sur son territoire.

## Urbanisme

### Typologie
Au 1er janvier 2024, Baye est catégorisée commune rurale à habitat dispersé, selon la nouvelle grille communale de densité à sept niveaux définie par l'Insee en 2022.
Elle est située hors unité urbaine et hors attraction des villes,.

### Occupation des sols
L'occupation des sols de la commune, telle qu'elle ressort de la base de données européenne d’occupation biophysique des sols Corine Land Cover (CLC), est marquée par l'importance des territoires agricoles (68,9 % en 2018), une proportion sensiblement équivalente à celle de 1990 (69,1 %). La répartition détaillée en 2018 est la suivante : terres arables (61 %), forêts (29,2 %), cultures permanentes (4 %), prairies (2,5 %), zones urbanisées (1,9 %), zones agricoles hétérogènes (1,4 %).
L'évolution de l’occupation des sols de la commune et de ses infrastructures peut être observée sur les différentes représentations cartographiques du territoire : la carte de Cassini (XVIIIe siècle), la carte d'état-major (1820-1866) et les cartes ou photos aériennes de l'IGN pour la période actuelle (1950 à aujourd'hui).

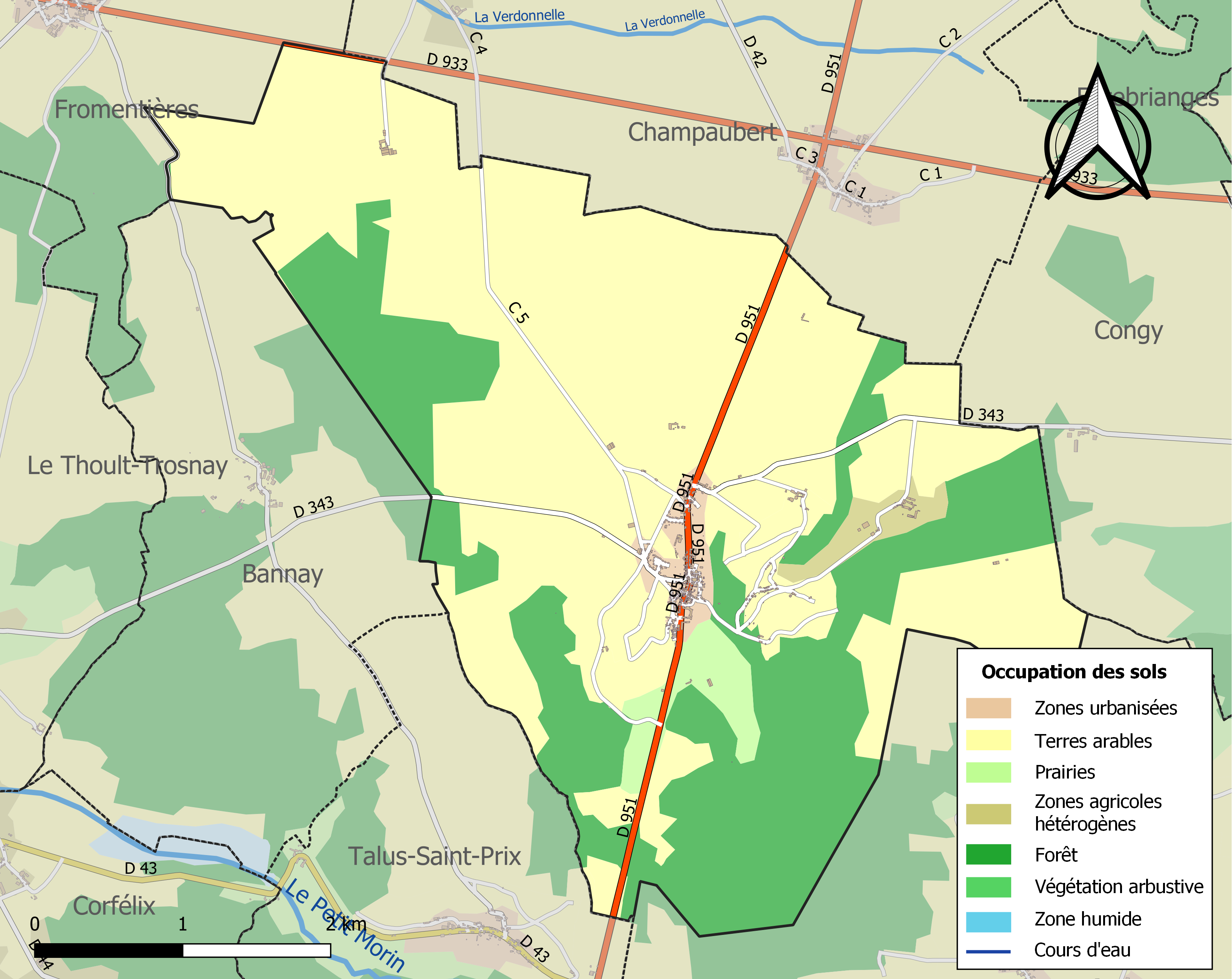
Carte des infrastructures et de l'occupation des sols de la commune en 2018 (CLC).

### Lieux-dits, hameaux et écarts
Si le village de Baye se trouve au centre de la commune, autour de l'ancienne route nationale 51 (RD951), la commune compte plusieurs hameaux.
Les hameaux de Montpertuis et du Petit Château marquent l'entrée du village de Baye au nord, en provenance d'Épernay. Les hameaux d'Andecy et le Mourlin se trouvent à l'est de la commune, dans la vallée formée par le ru de Maurupt.
D'autres hameaux et écarts ponctuent le territoire communal : le Belvédère (nord), le Bois de Malet (nord-est), le Bouc aux Pierres (nord-ouest), les Converts (sud-ouest) et la Hannoterie (nord).

### Habitat et logement
En 2021, Baye compte 209 logements. Ces logements sont à 90 % des maisons ; la commune ne comptant que 12 appartements. En raison de la prévalence des maisons, les résidences principales de Baye disposent en moyenne de 4,8 pièces.
Le tableau ci-dessous présente une comparaison de quelques indicateurs chiffrés du logement pour Baye, la communauté de communes des Paysages de la Champagne (CCPC), le département de la Marne et la France entière :
|                                                            | Baye | CCPC   | Marne   | France     |
| ---------------------------------------------------------- | ---- | ------ | ------- | ---------- |
| Ensemble des logements                                     | 209  | 11 470 | 300 919 | 37 155 918 |
| Part des résidences principales (en %)                     | 79,2 | 80,9   | 87,5    | 82,2       |
| Part des résidences secondaires (en %)                     | 1,9  | 5,8    | 3,4     | 9,7        |
| Part des logements vacants (en %)                          | 18,8 | 13,4   | 9,1     | 8,1        |
| Part des propriétaires de leur résidence principale (en %) | 84,1 | 76,4   | 52,2    | 57,5       |

À Baye, en 2021, 79,2 % des logements sont des résidences principales, 1,9 % des résidences secondaires et 18,8 % des logements vacants. Par ailleurs, 84,1 % des ménages sont propriétaires de leur résidence principale. Baye se démarque alors par une faible proportion de résidences secondaires ainsi qu'un nombre supérieur à la moyenne de logements vacants et de ménages propriétaires de leur résidence principale.
Parmi les 165 résidences principales construites avant 2019, 38,5 % avaient été construites avant 1919, 11,5 % entre 1919 et 1945, 11,5 % entre 1946 et 1970, 19,5 % entre 1971 et 1990, 6,7 % entre 1991 et 2005 et 12,1 % entre 2006 et 2018.
Le tableau ci-dessous présente l'évolution du nombre de logements sur le territoire de la commune, par catégorie, depuis 1968 :
|                        | 1968 | 1975 | 1982 | 1990 | 1999 | 2010 | 2015 | 2021 |
| ---------------------- | ---- | ---- | ---- | ---- | ---- | ---- | ---- | ---- |
| Résidences principales | 137  | 132  | 141  | 144  | 147  | 170  | 176  | 165  |
| Résidences secondaires | 11   | 14   | 16   | 15   | 6    | 7    | 5    | 4    |
| Logements vacants      | 12   | 3    | 7    | 20   | 29   | 17   | 21   | 39   |
| Total                  | 160  | 149  | 164  | 179  | 182  | 194  | 202  | 209  |

### Voies de communication et transports
Baye est traversée par la route départementale 951 (ancienne route nationale 51) entre Épernay (nord) et Sézanne (sud). La RD951 rejoint notamment la RD933 (ancienne route nationale 33) reliant Montmirail à Châlons-en-Champagne) dans la commune voisine de Champaubert. Baye est également desservie par la RD343 qui relie Baye à Congy à l'est et à Bannay à l'ouest.

## Toponymie
Le nom de la localité est attesté sous les formes Cella Baiæ (850) ; Baia (1104) ; Baya (1131) ; Baye (1287) ; Bayes (XIVe siècle) ; Bay (1556) ; Baille (1727).

Sens obscur, proviendrait de Baya, vierge écossaise et compagne de Saint Maure, mais qui semble lié à l'eau (rivière ou baie), de l'adjectif féminin latin badia (aqua), *badiana (aqua), (« eau »), « (cours d'eau) brun », désignant d'abord le cours d'eau.

## Histoire
Le chemin de fer arrive à Baye en 1903, le village est alors traversé par la ligne Épernay - Montmirail du CBR. Il s'agit d'une ligne secondaire du réseau ferré français. Une gare est construite au hameau du Mourlin, en contrebas du village. Faisant partie du réseau secondaire, et concurrencé par le développement de l'automobile, le trafic passager cesse en 1932, et le transport de marchandise prend fin l'année suivante, la ligne fermant définitivement. Seule la gare désaffectée subsiste et témoigne du passé ferroviaire du village.

Lors de la tempête de 1999, l'Église Saint-Pierre-et-Saint-Paul est gravement endommagée au niveau de la toiture. L'édifice est depuis fermé au public. Des travaux de rénovations sont finalement lancés en 2018, et s'achèvent en 2023.

## Politique et administration

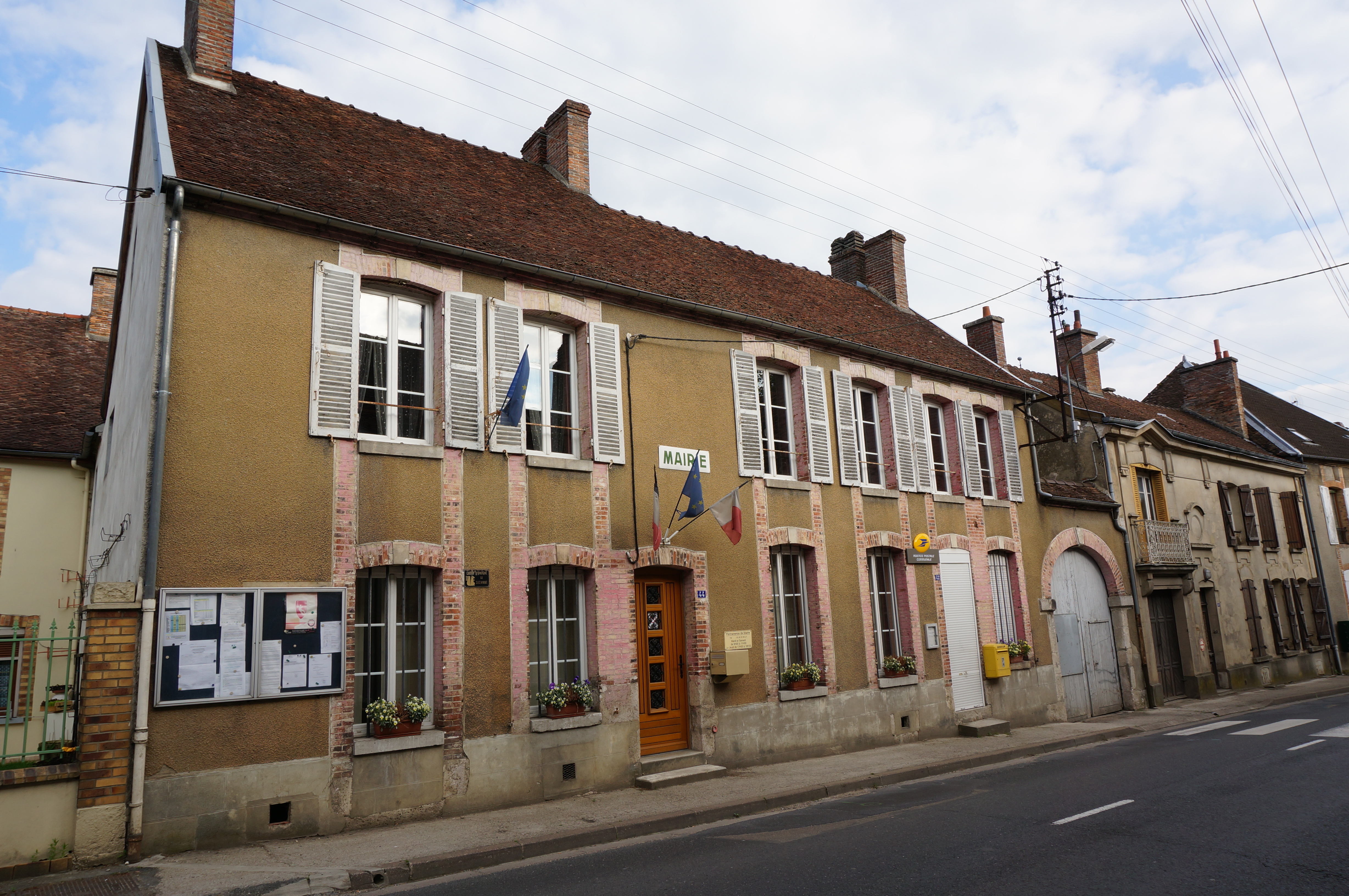
La mairie de Baye.

| Période                                  | Période                   | Identité           | Étiquette | Qualité |
| ---------------------------------------- | ------------------------- | ------------------ | --------- | ------- |
| Les données manquantes sont à compléter. |                           |                    |           |         |
| ?                                        | en 1910                   | M. Pâtenotre       |           |         |
| Les données manquantes sont à compléter. |                           |                    |           |         |
| 1983                                     | 1995                      | Régine JEAUNAUX    |           |         |
| 1995                                     | 2008                      | Philippe Ravillion |           |         |
| 2008                                     | 2020                      | Pierre Charles     |           |         |
| 2020                                     | En cours (au 26 mai 2020) | Denis Moreaux      |           |         |

## Équipements et services publics

### Eau et déchets
L'approvisionnement en eau potable et l'assainissement des eaux usées sont des compétences de la communauté de communes des Paysages de la Champagne. La commune de Baye est alimentée en eau potable par les captages de Coizard-Joches (Le Bas de l'Étang). La production et la distribution d'eau potable font l'objet d'une délégation de service public confiée à Suez jusqu'en 2029. Baye accueille une station d'épuration à boues activées d'une capacité de 600 équivalent-habitants sur son territoire. L'assainissement collectif y est assuré en régie par la communauté de communes.
La communauté de communes est également compétente en matière de déchets. La collecte des ordures ménagères résiduelles et des déchets recyclables est réalisée en porte à porte. La communauté de commune adhérant au syndicat de valorisation des ordures ménagères de la Marne (SYVALOM), ces déchets sont amenés au centre de transfert départemental de Pierry puis valorisés sur le site de La Veuve. La collecte du verre et des textiles se fait en apport volontaire. La communauté de communes met par ailleurs six déchèteries à disposition de ses habitants, accessibles après création d'une carte d'accès : à Châtillon-sur-Marne, Damery-Venteuil, Fèrebrianges, Mareuil-le-Port, Montmort-Lucy et Trélou-sur-Marne.

### Enseignement
Baye fait partie de l'académie de Reims.
Les enfants de Baye sont accueillis au sein des écoles de Montmort-Lucy. Installées rue de la Libération, les écoles sont fréquentées par 49 élèves de maternelle et 90 élèves d'élémentaire (chiffres 2024-2025).
Les jeunes bayens sont ensuite rattachés au collège Lucie Aubrac de Montmort-Lucy et au lycée La Fontaine du Vé de Sézanne.

### Postes et télécommunications
La commune dispose d'une agence postale communale, installée au 42 Grande Rue. Trois boîtes aux lettres de La Poste se trouvent par ailleurs sur son territoire : Grande Rue, rue de Mourlin et rue de Montperthuis.

### Justice, sécurité et secours
Du point de vue judiciaire, Baye relève du conseil de prud'hommes d'Épernay, du tribunal de commerce de Reims, du tribunal judiciaire, du tribunal paritaire des baux ruraux et du tribunal pour enfants de Châlons-en-Champagne, dans le ressort de la cour d'appel de Reims. Pour le contentieux administratif, la commune dépend du tribunal administratif de Châlons-en-Champagne et de la cour administrative d'appel de Nancy.
Baye est située en secteur Gendarmerie nationale et dépend de la brigade d'Étoges.
En matière d'incendie et de secours, le centre d'incendie et de secours le plus proche est celui de Montmort, rattaché au Service départemental d'incendie et de secours (SDIS) de la Marne.

## Population et société

### Démographie
L'évolution du nombre d'habitants est connue à travers les recensements de la population effectués dans la commune depuis 1793. Pour les communes de moins de 10 000 habitants, une enquête de recensement portant sur toute la population est réalisée tous les cinq ans, les populations de référence des années intermédiaires étant quant à elles estimées par interpolation ou extrapolation. Pour la commune, le premier recensement exhaustif entrant dans le cadre du nouveau dispositif a été réalisé en 2004.

En 2022, la commune comptait 390 habitants, en évolution de −7,58 % par rapport à 2016 (Marne : −1,19 %, France hors Mayotte : +2,11 %).
| 1793 | 1800 | 1806 | 1821 | 1831 | 1836 | 1841 | 1846 | 1851 |
| ---- | ---- | ---- | ---- | ---- | ---- | ---- | ---- | ---- |
| 584  | 684  | 597  | 569  | 690  | 698  | 711  | 743  | 729  |

| 1856 | 1861 | 1866 | 1872 | 1876 | 1881 | 1886 | 1891 | 1896 |
| ---- | ---- | ---- | ---- | ---- | ---- | ---- | ---- | ---- |
| 674  | 733  | 720  | 645  | 683  | 635  | 640  | 637  | 626  |

| 1901 | 1906 | 1911 | 1921 | 1926 | 1931 | 1936 | 1946 | 1954 |
| ---- | ---- | ---- | ---- | ---- | ---- | ---- | ---- | ---- |
| 600  | 634  | 581  | 536  | 568  | 505  | 532  | 510  | 510  |

| 1962 | 1968 | 1975 | 1982 | 1990 | 1999 | 2004 | 2006 | 2009 |
| ---- | ---- | ---- | ---- | ---- | ---- | ---- | ---- | ---- |
| 530  | 528  | 482  | 483  | 444  | 393  | 378  | 373  | 384  |

| 2014 | 2019 | 2022 | - | - | - | - | - | - |
| ---- | ---- | ---- | - | - | - | - | - | - |
| 413  | 386  | 390  | - | - | - | - | - | - |

### Cultes
Pour le culte catholique, Baye dépend de la paroisse Saint-Alpin - Le Surmelin, au sein du diocèse de Châlons-en-Champagne.

### Médias
La presse écrite régionale comprend le quotidien L'Union et l'hebdomadaire L'Hebdo du vendredi.
Parmi les stations de radio locales, il est possible de citer Ici Champagne-Ardenne et Champagne FM.

## Culture locale et patrimoine

### Lieux et monuments

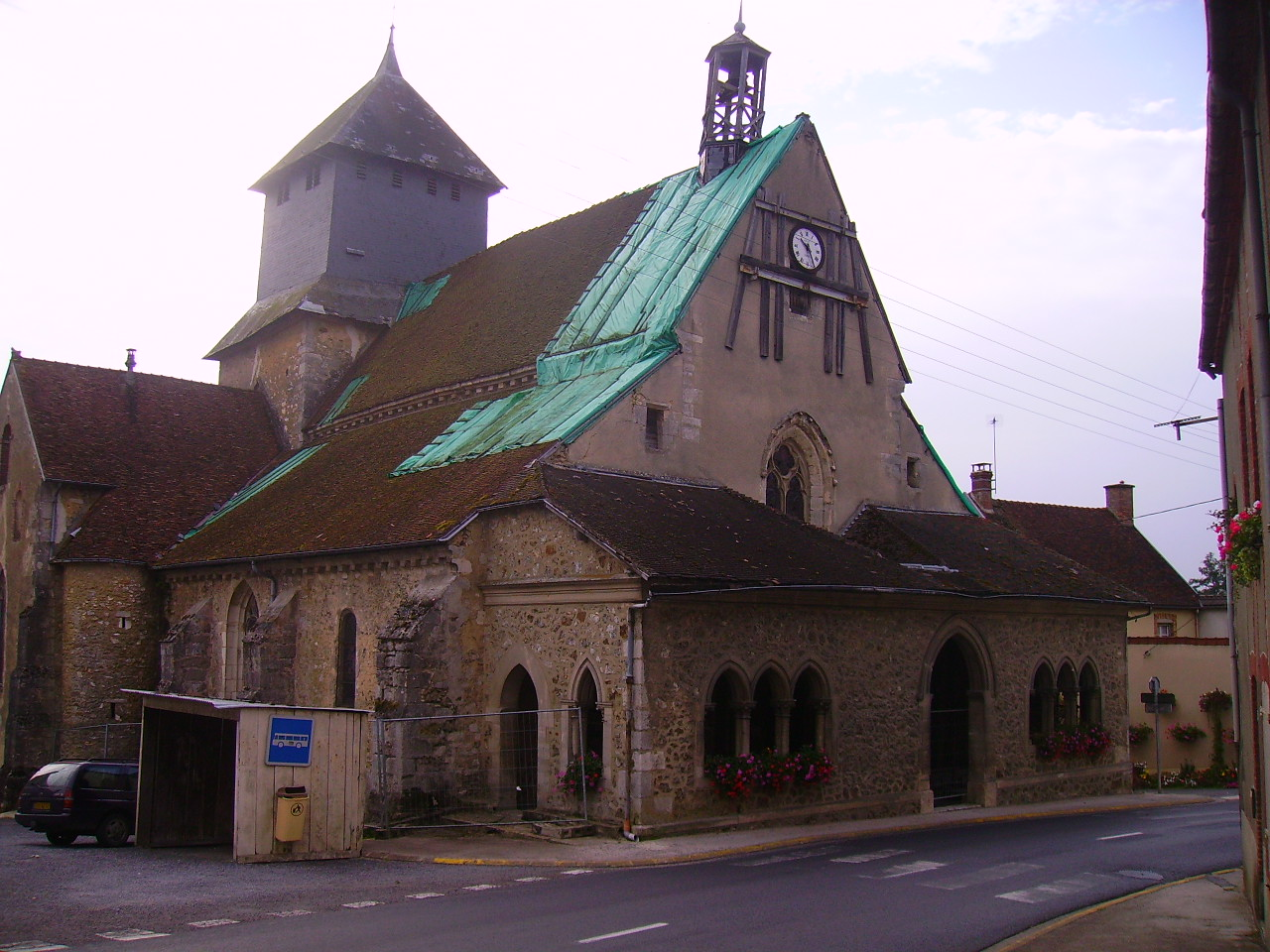
Vue extérieure de l'église de Baye.

- Le château de Baye actuel est construit dans la première moitié du XVIIIe siècle. Il abrite depuis 1960 le Foyer de Charité de Baye[40]. Les cinq vitraux (XIIIe siècle) de sa chapelle gothique Saint-Alpin sont un trésor du patrimoine religieux champenois, classés par les monuments historiques le 22 mars 1923[41].
- L'église Saint-Pierre-Saint-Paul du XIIIe siècle. Ses bas-côtés ont été restaurés aux XVIe et XXe siècles, comme son porche. Elle est classée monument historique en 1986[42]. Le toit de l'église a été fortement endommagé par la tempête de 1999[réf. nécessaire].
- La chapelle Saint-Roch du XIXe siècle, dont l'existence semble remonter au XVIIe siècle[43].
- L'abbaye Notre-Dame-d'Andecy[44].

### Personnalités liées à la commune
- Saint Alpin, huitième évêque de Châlons, au Ve siècle.
- Nicolas de Baye.
- Marion Delorme, courtisane.
- Claude François de Gaulle, arrière-petit-cousin du général de Gaulle, y épousa une cousine Marie-Françoise de Gaulle, (décédée en 1820)[45].
- Jules Patenôtre (1845-1925), premier ambassadeur de France aux États-Unis.